# Красный Яр (Уватский район)
Красный Яр — село в Уватском районе Тюменской области, административный центр Красноярского сельского поселения.

## География
Находится в левобережной части района на левом берегу реки Носка на расстоянии примерно 33 километров на юг-юго-запад от районного центра села Уват.

## Климат
Климат с продолжительной и холодной зимой с сильными ветрами и метелями, непродолжительным теплым летом, короткими переходными весенним и осенним сезонами. Среднемесячные значения изменяются от минус 22,0-19,2°С в январе до плюс 16,9-17,6°С в июле; при этом средняя температура зимних месяцев составляет минус 17,7-20,6°С, летних — плюс 14,6-15,6°С. Среднегодовое количество осадков составляет 559—676 мм, однако сезонное распределение их крайне неравномерно. Основная масса осадков наблюдается в теплый период года (с апреля по октябрь) при максимуме в июле-августе (77-82 мм). Устойчивый снежный покров образуется в среднем в конце октября, при этом сроки его появления и образования из года в год сильно колеблются в зависимости от характера погоды в предзимний период. Число дней с устойчивым снежным покровом составляет 185—189 дней. Максимальная высота снежного покрова на защищенных участках может принимать значения 98-129 см.

## История
Село известно с 1787 года. В 1926 учтено 180 жителей.

## Население
Постоянное население составляло 474 человека в 2002 году (русские 97 %), 464 человека в 2010 году.